# まんさくの花
『まんさくの花』（まんさくのはな）は、1981年（昭和56年）4月6日から10月3日まで放送されたNHK連続テレビ小説第27作である。

## 概要
父と3人の娘の生き方を通して、現代の家族のあり方を見つめた作品。
連続テレビ小説といえば「太平洋戦争を挟んだ時代に生きた女の一代記」という路線が定番だった時代に「完全な現代劇」として制作された。
ヒロインは、早稲田大学を卒業して無名塾の超難関テストを突破し、今作が本格女優デビューとなった中村明美。
放送期間平均視聴率は37.1%、最高視聴率は42.4%（ビデオリサーチ調べ、関東地区・世帯）。

## あらすじ
1年の半分が深い雪で埋もれる町、秋田県横手市の中里家は、父と娘の4人暮らし。妻に先立たれて以来、再婚もせずに3人の娘を育ててきた父・寛太は中学時代の数学教師で、赤ん坊の時養女としてこの家にもらわれてきた祐子は、澄子、朋子の妹としてわけへだてなく育てられ成長した。
昭和55年、雪深い横手の1月。祐子は高校卒業を目前に控えて、自分の進路について思いをめぐらせている。絵が好きで、県の美術展で知事賞をとったことがある祐子は、東京の芸術大学に進学し、絵の勉強をしたいと思っていた。
「お前の考えは地に足がついていない」
寛太は、最初のうちはそう言ってその願いを聞き入れなかったが、祐子の熱意におされて、ついに受験を許した。希望に満ちて上京した祐子だが、結果は不合格。
寛太との約束で、1度は就職を考える祐子だが、どうしても絵を学びたい気持ちを抑えることができない。思いつめた彼女は「私はもらい子だから好きなことはさせてもらえない」と叫んでしまう。見かねた長姉・澄子に頬を打たれ、はっと我にかえる祐子だが、でも、「東京に行きたい」という志望を抑えるおさえることができない。そんな気持ちを察した澄子は、夜明け前の凍りつくような朝、祐子を東京に送り出す。
上京した祐子は、絹代が切り盛りしているクリーニング店で、住み込み店員として働きながら、絵の勉強に打ち込むことになった。絹代は、祐子が横手の町で出会い、意気投合した若い未亡人で、店の従業員や近所の若者たちの草野球チームの監督もしている。
一方横手では、東京に出た祐子のことをひそかに気づかう寛太や澄子、そして姉よりも一歩早く結婚に踏み切った次姉・朋子たちの生活があった。

## 出演
三女 / 語り 中里祐子（18歳）
演 - 中村明美
主人公。血は繋がっていないが、中里家では末っ子として二人の姉達と同じように育てられる。地元の城南高校を卒業後、働きながら絵の勉強をする。
養父・寛太（57歳）
演 - 生井健夫
中学の数学教師。教え子が育てていけなくて困っていた赤ん坊をすすんで養女にした。それが祐子である。妻に先立たれても、再婚せず子供を育てた。
長女・澄子（26歳）
演 - 平淑恵
町の図書館に司書として勤めている。祐子の良き理解者で母親代わり。
次女・朋子（24歳）
演 - 横山万里子
信用金庫に勤務。都会的ではっきりした性格。数あるボーイフレンドの中から理想の旦那を探し当てたが…。
寛太の姉・琴（60歳）
演 - 荒木道子
祐子の伯母。しっかりもので世話好き。
森口達之助
演 - 山本学
祐子の実父。
井上善吉（57歳）
演 - 下川辰平
寛太の中学時代の同級生。中学以来気心が知れた親友同士でしょっちゅう家に出入りする。
ふじ（43歳）
演 - 佐々木愛
小料理店「藤の木」のおかみさん。寛太と善吉がひいきにしている。
京子（16歳）
演 - 深水真紀子
祐子の後輩。高校で祐子と一番親しい友達。
伊吹絹代（39歳 - 40歳）
演 - 倍賞千恵子
クリーニング店の女主人。横手の町で祐子と偶然知り合って、家族とも意気投合。祐子は上京後、絹代の店で働きながら絵の勉強をする。母親のいない祐子の母親的存在。勝気で曲がったことが大嫌い。
伊吹恵（6歳）
演 - 大熊なぎさ
絹代の娘。
三郎（25歳）
演 - 重田尚彦
伊吹クリーニング店の従業員。少年時代は養護施設で過ごす。
多佳子（18歳）
演 - 影山仁美
都会的な女子学生。祐子の絵の研究所における親友兼ライバル。
鶴岡（39歳）
演 - 小坂一也
絹代のお店の近所で進学塾を開いている。絹代に激しいライバルを見せる。少年野球チームの監督も務めている。
柳田老人（版画家）
演 - 宇野重吉
祐子に“ものを見る心”を教える。
真弓
演 - 伊藤真奈美
祐子の親友。
交番の巡査
演 - 粟津號
その他
演 - 柳原ハルヲ、坂口文昭、南城竜也、柳葉敏郎、伊東達広、寺泉憲

## スタッフ
- 作 - 高橋正圀
- 音楽 - 桑原研郎
- イメージソング - 「夢追い人よ」（歌 - 黛ジュン）
- 演出 - 都成潔